# Geert Lambert
Geert Lambert, né le 28 février 1967 à Ostende est un homme politique belge flamand, membre du Sociaal-Liberale Partij, qui fusionne le 19 décembre 2009 avec Groen!.
Il est licencié en droit (RUG) et licencié en sciences portuaires et maritimes.
Il est avocat.

## Fonctions politiques
- 1992-1996 : président des Volksunie-Jongeren
- 1996-     : conseiller communal à Ostende
- 1996-2000 : échevin à Ostende
- 1999-2001 : vice-président de la Volksunie
- 2001-2004 : vice-président de SPIRIT
- 2003-2007 : membre de la Chambre des représentants
- 2003-2007 : vice-président de la Chambre des représentants
- 2004-2007 : président de SPIRIT
- 2007-2010 : sénateur élu direct
- 2007-2009 : questeur du Sénat
  - 2008 : membre du groupe de travail sur la réforme de l'État (groupe Octopus)